# 소년법원
소년법원은 경찰·검찰·법원으로부터 송치·이첩된 소년사건에 대하여 비행원인을 조사·심리하여 최적의 보호처분을 행하는 재판기관을 말한다. 2003년 현재 서울가정법원, 대구·부산·광주 지방법원 소년지부원, 대전·춘천·청주·전주 지방법원 소년부 등 8개소가 있다. 소년법원은 소년의 성격·환경·비행경위·제비행성 여부 등에 대한 조사관의 의견과 소년감별소 감별관의 감별의견, 그 밖의 관련전문가의 조언 등을 참조하여 처분결정을 하도록 되어 있다. 
소년법원의 판사는 검찰로부터 송부된 사건기록과 조사관의 조사의견을 종합하여 심리개시 여부를 결정하며 사건의 심리는 비공개로 결정한다. 
- 불처분: 보호처분을 할 수 없거나 할 필요가 없는 경우
- 1호처분: 보호자 또는 보호자를 대신하여 만 10세 이상의 소년을 보호할 수 있는 자에게 감호를 위탁하는 처분이다. 보호처분의 내실을 기하기 위하여 보호자의 보호능력이 부적절하다고 인정되는 경우 자원보호자제도를 활용, 자원지도자의 지도와 감독을 받도록 하고 있다. 감호위탁 기간은 6개월로 6개월 연장이 가능하며 2·3호처분과 병행하여 효율을 높이고 있다.
- 2호처분: 만 12세 이상의 소년에게 100시간 이내의 수강명령을 내리는 처분이다.
- 3호처분: 만 14세 이상의 소년에게 지정된 기관에서 200시간 이내의 사회봉사명령을 내리는 처분이다.
- 4호처분: 보호관찰관에게 단기간 동안 보호관찰을 받게 하는 것으로 그 기간은 1년 미만으로 한다. 만 10세 이상인 자에게 명할 수 있으며 보호관찰은 전국 12개 보호관찰소와 6개 지소에서 담당한다.
- 5호처분: 보호관찰관에게 장기간 동안 보호관찰을 받게 하는 것으로 그 기간은 2년 미만으로 하며 1년의 범위 안에서 연장이 가능하다. 만 10세 이상인 자에게 명할 수 있으며 보호관찰은 전국 12개 보호관찰소와 6개 지소에서 담당한다.
- 6호처분: 만 10세 이상의 소년을 아동복지법상의 소년보호시설(아동복지시설)에 감호를 위탁하는 것으로 그 기간은 6개월로 하되 6개월의 범위 안에서 연장할 수 있다. 소년원 송치처분에 비하면 강제적 요소가 약한 대신 복지적 성격이 강하고 사회내의 비수용처분과 시설수용처분 사이의 중간적 처분이다.
- 7호처분: 만 10세 이상의 소년을 병원, 요양소, 소년의료보호시설에 감호 위탁하는 것으로 그 기간은 6개월로 하되 6개월의 범위 안에서 연장할 수 있다.
- 8호처분: 만 10세 이상의 소년을 단기로 소년원에 송치하는 것으로 그 기간은 1개월을 초과하지 못한다.
- 9호처분: 만 10세 이상의 소년을 단기간 동안 소년원에 송치하는 것으로 그 기간은 6개월 이내여야 한다.
- 10호처분: 만 12세 이상의 소년을 장기간 동안 소년원에 송치하는 것으로 그 기간은 2년 이내여야 하며, 처벌이 아닌 처분 중 자유에 대한 강제적 제약 정도가 가장 중대하다.

## 참고 자료
소년법 제 3절 제 32조(보호처분의 결정)